# Keasbey Nights
 (août 2017).
Si vous disposez d'ouvrages ou d'articles de référence ou si vous connaissez des sites web de qualité traitant du thème abordé ici, merci de compléter l'article en donnant les références utiles à sa vérifiabilité et en les liant à la section « Notes et références ».
Keasbey Nights est le premier album du groupe de ska punk Catch 22, sorti le 24 mars 1998 chez Victory Records C'est le seul album enregistré par les membres fondateurs du groupe. Le chanteur/compositeur/guitariste Tomas Kalnoky , le bassiste Josh Ansley, et le trompettiste James Egan ont quitté le groupe peu après la sortie de l'album. Tomas Kalnoky a ré-enregistré la totalité de l'album en 2006 avec son nouveau groupe Streetlight Manifesto en réaction au projet de Victory Records de le re-publier. Le titre de l'album est une référence à la commune de Keasbey, dans le Comté de Middlesex.

## Liste des morceaux
Toutes les paroles sont écrites par Tomas Kalnoky.
| 1.    | Dear Sergio                      | 2:31 |
| 2.    | Sick and Sad                     | 2:21 |
| 3.    | Keasbey Nights                   | 3:02 |
| 4.    | Day In, Day Out                  | 3:22 |
| 5.    | Walking Away                     | 4:06 |
| 6.    | Giving Up, Giving In             | 2:48 |
| 7.    | On & On & On                     | 3:14 |
| 8.    | Riding The Fourth Wave           | 1:50 |
| 9.    | This One Goes Out To             | 2:35 |
| 10.   | Supernothing                     | 2:49 |
| 11.   | 9mm and a Three Piece Suit       | 1:56 |
| 12.   | Kristina She Don't Know I Exist  | 5:10 |
| 13.   | As The Footsteps Die Out Forever | 3:11 |
| 14.   | 1234, 1234                       | 7:09 |
| 46:13 |                                  |      |

## Musiciens
- Tomas Kalnoky - guitares, chant, paroles et composition
- Josh Ansley - guitare basse, chant
- Jamie Egan - trombone, flûte, cor d'harmonie, tin whistle
- Ryan Eldred - saxophone, chant
- Chris Greer - batterie
- Kevin Gunther - trompette, chant

## Version de Streetlight Manifesto
En 2004, Tomas Kalnoky décide de réenregistrer Keasbey Nights avec son nouveau groupe Streetlight Manifesto. La décision a été motivée par la décision de Victory Records de ré-éditer l'album avec du contenu additionnel. La sortie de cet album de Streetlight Manifesto était initialement prévue pour la fin de l'année 2004, mais a finalement été repoussée plusieurs fois jusqu'à la date du 7 mars 2006.
La version ré-enregistrée comporte beaucoup de changements dans les musiques et dans les paroles de l'album original. Dear Sergio comporte un couplet en plus que Tomas avait écrit pendant qu'il enregistrait le morceau avec Bandits of the Acoustic Revolution sur l'EP A Call To Arms (2001). A la place de la répétition du premier couplet sur Day In, Day Out se trouve un couplet inédit. Le solo de trompette à la sourdine sur This One Goes Out To est remplacée par un solo de saxophone ténor, et d'autres instruments ont été utilisés sur Kristina She Don't Know I Exist. Le changement le plus flagrant est la fin du morceau 1234, 1234 ou Tomas a supprimé le dialogue d'origine et l'a remplacé par une synthèse vocale retranscrivant le texte d'une interview dans laquelle il explique ses motivations pour ré-enregistrer l'album.
"Nous voulions le faire bien une fois, de plus cela me permet de dormir paisiblement la nuit en sachant que le sang, la sueur et nos larmes ont été gravées sur un disque, plutôt que d'avoir fait payer 13 dollars aux gens pour un album et qu'ils ne reçoivent finalement qu'une nouvelle reprise. Peu importe comment vous l'appellerez, ça énervera les gens, et finalement, c'est la seule chose qui compte vraiment.
S'il y a une chose que je ne supporte pas, c'est quand un CD est re-pressé sans avoir été retravaillé musicalement, avec une nouvelle reprise et peut-être une vidéo live, et les gens se font avoir en rachetant quelque chose qu'ils ont déjà. J'étais en colère quand on m'a dit que les gars voulaient faire ça avec Keasbey, alors je leur ai proposé de le réenregistrer parce que j'avais toujours pensé que cet album sonnait comme une poubelle, surtout pour un groupe avec sept musiciens à enregistrer. Donc nous avons pris une partie de notre propre argent pour prendre le temps d'enregistrer celui-ci. Je vous le dit tout de suite, on ne veut pas cacher notre intention. Nous voulions empêcher Keasbey de ressortir intact et obtenir l'album tel qu'il aurait dû être à la base. On a sacrifié des mois de notre temps et de notre argent pour ça, et maintenant on estime que le résultat qu'on a vaut son prix. D'ailleurs, la vérité doit être dite, je m'en moque si pas un seul disque n'est vendu, parce que ce sont des vieilles musiques, et les gens ont le droit de savoir ce que c'est et de décider s'ils le paieront ou non. Est-ce que je pense que ça vaut 13 dollars ? Oui, vraiment, mais c'est mon avis. Ce que les autres personnes font, c'est leur avis à eux. Nous allons continuer à faire ce que nous faisons, peu importe si un seul disque se vend ou non."  

Les dernières lignes de la pochette contiennent ce message : "Il n'y a absolument aucun moyen d'expliquer l'existence de l'enregistrement que vous tenez entre les mains sans offenser, exaspérer, confondre ou aliéner certaines personnes alors nous n'essaieront même pas. Profitez de lui pour ce qu'il est".

## Musiciens
- Jim Conti - Saxophone ténor
- Jamie Egan - Trompette, chœurs
- Tomas Kalnoky - Guitare, chant, composition, paroles, enregistrement et mixage
- Chris Paszik - Guitare basse, chœurs
- Dan Ross - Saxophone alto, saxophone baryton
- Mike Soprano - Trombone
- Chris Thatcher - Batterie
- Colin Bell, Kenny Holland, Christopher Knowles et Jeff Smith - Chœurs
- Jay Franco - Mastering
- Rob Thatcher - Percussions, chœurs

## Réception critique des deux albums
Corey Apar de Allmusic a attribué la note de 5 étoiles aux deux versions de l'album Keasbey Nights. Sur l'album d'origine, il écrit que "Les fans du ska revival de la fin des années 90  se reconnaîtront dans l'album immédiatement". Sur la version la plus récente, il explique que "l'album se révèle un peu plus doux et manque de l'énergie brute et jeune qui a fait de l'album original un classique". Mettant les deux albums en perspective, elle a également exprimée " Trouver stupide l'énergie et l'envie de vouloir séparer les deux albums et de les comparer chanson par chanson. [L'auditeur] doit plutôt rester avec ses pensées."

## Sources
- (en) Cet article est partiellement ou en totalité issu de l’article de Wikipédia en anglais intitulé « Keasbey_Nights » (voir la liste des auteurs).